# Aethionema papillosum
Aethionema papillosum är en korsblommig växtart som beskrevs av Peter Hadland Davis. Aethionema papillosum ingår i släktet Aethionema och familjen korsblommiga växter. Inga underarter finns listade i Catalogue of Life.